# James Reynolds Bath
 (décembre 2020).
Si vous disposez d'ouvrages ou d'articles de référence ou si vous connaissez des sites web de qualité traitant du thème abordé ici, merci de compléter l'article en donnant les références utiles à sa vérifiabilité et en les liant à la section « Notes et références ».
Pour les articles homonymes, voir Bath (homonymie).
James Reynolds Bath est un ancien directeur de Banque de Crédit et de Commerce international (BCCI) et le copropriétaire d'Énergie Arbusto avec George W. Bush.  Ils faisaient tous deux partie de la Garde nationale aérienne du Texas pendant la guerre du Viêt Nam.
Comme Bush, Bath a été suspendu du statut volant en 1972 pour n'avoir pas accompli son examen médical annuel.
Bath a fait ses débuts dans l'immobilier en 1973 en s'associant  avec le fils de Lloyd Bentsen, Lan dans la Bath Bentsen Interests.  En 1978, Bath est devenu directeur de la Main Bank, basée à Houston, Texas. Ses investisseurs étaient John Connally, le financier saoudien Ghaith Pharaon et Mahfouz. Pendant cette période, il a fondé l'Aviation JB&A, une société de courtage d'aviation d'affaire, avec les hommes d'affaires Johnson Taylor et Jerry Smith. Par la suite, le FBI et Interpol se mettront à la recherche de Ghaith Pharaon, fugitif et inculpé dans plusieurs affaires,,,,,.
En 1980, Bath est nommé président de la compagnie d'investissements Cotopax, enregistrée dans les îles Caïmans. Le nom fut changé en Skyway Aircraft Leasing Ltd.
Le conseil d'administration de la société a alors démissionné, en laissant Bath comme dirigeant unique. La compagnie a agi comme fournisseur de gros jets  pour passagers et d'avions de transport de fret. À un moment, il loua 10 millions de dollars un jet Gulfstream II à la Société nationale du pétrole d'Abou Dabi, contrôlée par Cheik Zayed, le premier président des Émirats arabes unis. 
Bath fonda la Southwest Airport Services pour gérer l'aéroport du golfe de Houston et fournir l'approvisionnement en carburant pour l'armée au Ellington Field. Il a aussi exercé les fonctions du président de la compagnie de Crédit-bail d'Avion de Couloir aérien.
Le renvoi de Bath de la Garde nationale et ses liens avec la famille Ben Laden, la famille Bush et Arbusto était parmi les sujets explorés dans le film documentaire de Michael Moore en 2004, Fahrenheit 9/11, et dans son livre, Dude, Where's My Country? (sorti la même année).
L'artiste Mark Lombardi a illustré les associations entre Bath, la famille Bush, la famille Ben Laden et la BCCI dans des dessins publiés en 2000 et aujourd'hui rassemblés dans un livre.